# Trévron
Trévron település Franciaországban, Côtes-d’Armor megyében. Lakosainak száma 681 fő (2022. január 1.). Trévron Bobital, Brusvily, Calorguen, Le Hinglé, Plumaudan, Saint-Carné és Saint-Juvat községekkel határos.

## Népesség
A település népessége az elmúlt években az alábbi módon változott:
| Lakosok száma | 615  | 594  | 679  | 666  | 706  | 696  | 686  | 685  | 685  | 681  |
|               | 1968 | 1982 | 1990 | 2006 | 2013 | 2015 | 2017 | 2019 | 2020 | 2022 |